# Trifenylfosfindichlorid
Trifenylfosfindichlorid je organická sloučenina se vzorcem (C6H5)3PCl2, používaná jako chlorační činidlo. Lze jej použít na přeměnu alkoholů a etherů na alkylchloridy, epoxidů na vicinální dichloridy a karboxylových kyselin na acylchloridy.

## Struktura

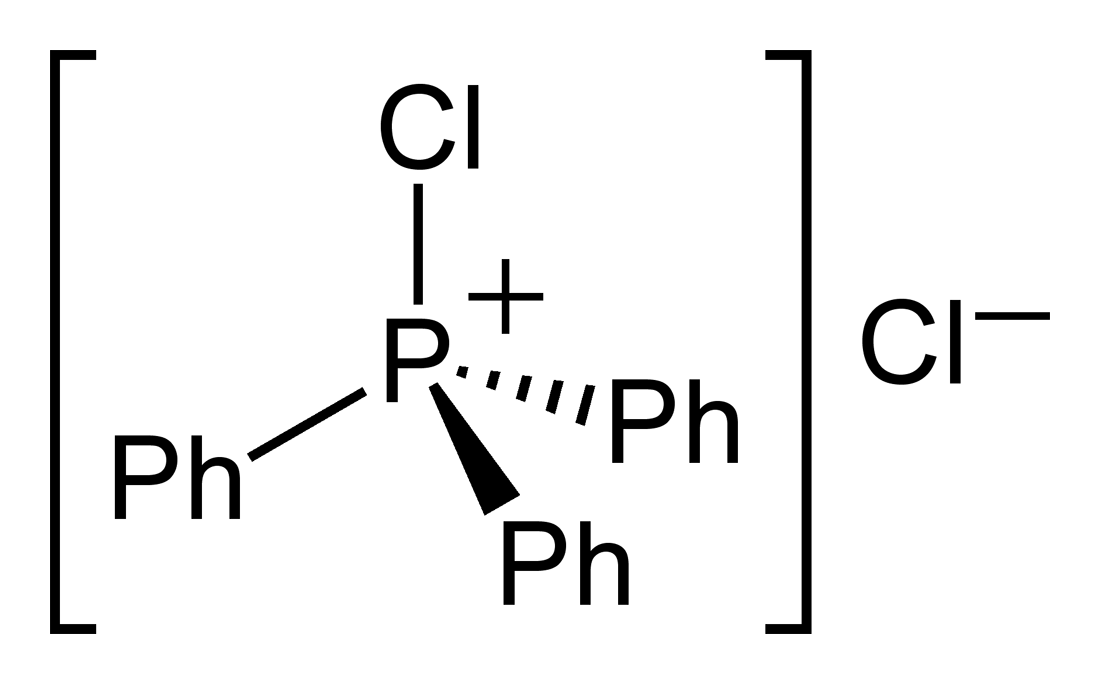
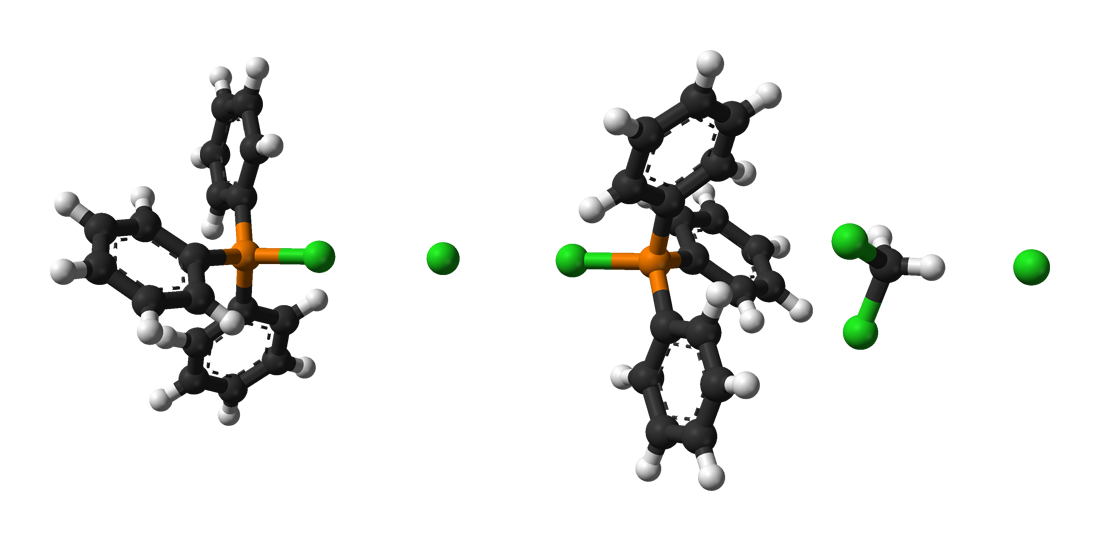
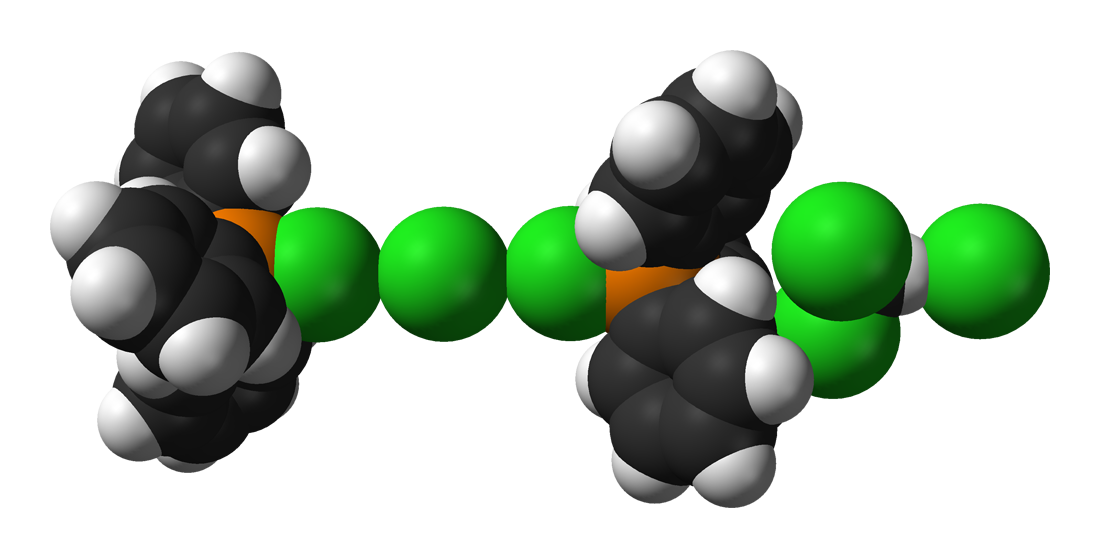

V polárních rozpouštědlech, jako jsou acetonitril a dichlormethan, má trifenylfosfindichlorid strukturu iontové fosfoniové soli ([(C6H5)3PCl+]Cl−), zatímco v nepolárních rozpouštědlech, například diethyletheru, zaujímá strukturu trigonální bipyramidy. Dvě molekuly této látky mohou také vytvořit dvojjadernou iontovou strukturu interakcemi s chloridovými ionty.

## Příprava
Trifenylfosfindichlorid se obvykle připravuje reakcí trifenylfosfinu s chlorem:
(C6H5)3P + Cl2 → (C6H5)3PCl2
K zajištění správného množství se oba reaktanty obvykle používají ve formě roztoku.
(C6H5)3PCl2 lze také připravit chlorací trifenylfosfinoxidu, například chloridem fosforitým, případně reakcí jodbenzendichloridu (C6H3ICl2) s trifenylfosfinem.